# Episodi di Adderly (seconda stagione)
La seconda stagione della serie televisiva Adderly è andata in onda negli Stati Uniti dal 7 agosto 1987 al 9 marzo 1988 su CBS.
| nº | Titolo originale                 | Titolo italiano | Prima TV USA      | Prima TV Italia |
| -- | -------------------------------- | --------------- | ----------------- | --------------- |
| 1  | Speed of Light                   |                 | 7 agosto 1987     |                 |
| 2  | Run to Darkness                  |                 | 14 agosto 1987    |                 |
| 3  | Eye in the Sky                   |                 | 21 agosto 1987    |                 |
| 4  | To Better Days                   |                 | 28 agosto 1987    |                 |
| 5  | Blood Feud                       |                 | 4 settembre 1987  |                 |
| 6  | The Perils of Mona               |                 | 11 settembre 1987 |                 |
| 7  | Midnight in Morocco              |                 | 30 settembre 1987 |                 |
| 8  | The Bridge                       |                 | 7 ottobre 1987    |                 |
| 9  | Headhunter                       |                 | 14 ottobre 1987   |                 |
| 10 | Code Name: Chipmunk              |                 | 28 ottobre 1987   |                 |
| 11 | Spymaster                        |                 | 11 novembre 1987  |                 |
| 12 | Requiem                          |                 |                   |                 |
| 13 | Horse Cents                      |                 | 25 novembre 1987  |                 |
| 14 | Debbie Does Dishes               |                 | 2 dicembre 1987   |                 |
| 15 | The Man Who Didn't Know Too Much |                 |                   |                 |
| 16 | Deathwatch                       |                 | 23 dicembre 1987  |                 |
| 17 | Covert Agenda                    |                 | 20 gennaio 1988   |                 |
| 18 | The Game                         |                 | 10 febbraio 1988  |                 |
| 19 | Adventures in Bodysitting        |                 | 17 febbraio 1988  |                 |
| 20 | The Interrogation                |                 | 24 febbraio 1988  |                 |
| 21 | See How They Die                 |                 | 2 marzo 1988      |                 |
| 22 | Point of No Return               |                 | 9 marzo 1988      |                 |